# Connerré

Connerré este o comună în departamentul Sarthe, Franța. În 2009 avea o populație de 2,958 de locuitori.